# Resistência Feminista Antiguerra
Resistência Feminista Antiguerra (em russo, Феминистское Антивоенное сопротивление, (ФАС); em inglês, Feminist Anti-War Resistance (FAR ou FAWR)) é um grupo de feministas russas fundado em fevereiro de 2022 para protestar contra a invasão russa da Ucrânia. Em seu primeiro mês, o FAR se tornou "uma das campanhas antiguerra de mais rápido crescimento da Rússia", atraindo mais de 26.000 seguidores no Telegram.

## Manifesto
Em um manifesto divulgado no canal Telegram do grupo, o grupo convocou feministas de todo o mundo a se unirem para se opor à guerra lançada pelo governo de Vladimir Putin:
Hoje as feministas são uma das poucas forças políticas ativas na Rússia. Durante muito tempo, as autoridades russas não nos viram como um movimento político perigoso e, portanto, fomos temporariamente menos afetados pela repressão estatal do que outros grupos políticos. Atualmente, mais de quarenta e cinco organizações feministas diferentes estão operando em todo o país, de Kaliningrado a Vladivostok, de Rostov-on-Don a Ulan-Ude e Murmansk. Apelamos aos grupos feministas russos e feministas individuais para se juntarem à Resistência Feminista Antiguerra e unir forças para se oporem ativamente à guerra. 
Uma tradução inglesa do manifesto foi publicada no Jacobin, e o manifesto foi traduzido para quase 30 idiomas, incluindo tártaro, chuvash e udmurt. 

## Atividades
Em 8 de março de 2022, Dia Internacional da Mulher, a Resistência Feminista Antiguerra organizou a colocação de flores – crisântemos e tulipas amarradas com fitas azuis e amarelas – por mulheres em monumentos de guerra:
Nós, as mulheres da Rússia, nos recusamos a celebrar o 8 de março deste ano: não nos dê flores, é melhor sair às ruas e colocá-las em memória dos civis mortos da Ucrânia. 
Os protestos ocorreram em 94 cidades russas e internacionais, incluindo São Petersburgo, Moscou, Vladivostok, Yekaterinburg, Novosibirsk, Krasnoyarsk, Kanash, Yaroslavl , Syktyvkar , Smolensk , Luga , Lytkarino, Izhevsk, Volgograd, Irkutsk, Nizhny Novgorod, Ufa, Omsk , Mytishchi, Gelendzhik, Perm, Kazan, Zelenograd, Balashov , Saratov, Biysk, Khimki, Chelyabinsk, Krasnodar , Novovoronezh , Vologda , Korolev , Troitsk , Serpukhov , Vladimir, Revda, Tolyatti, Kaliningrado, Naberezhnye Chelny, Volgodonsk , Ramenskoye , Samara , Fazenda Leninavan , Stavropol , Arkhangelsk Yoshkar-Ola, Krasnogorsk, Novokuibyshevsk, Zheleznovodsk, Murom, Snegiri, Nakhabino, Rostov-on-Don, Cheboksary, Saransk, Dzerzhinsky, Veliky Novgorod, Tyumen, Tobolsk, Podolsk, Tula, aldeia de Grebnevo, Dolgoprudny, Murino, Vladikavkaz e Alagirvo. 

Os ativistas continuaram a inovar as táticas de protesto: escrever slogans antiguerra em notas, instalar objetos de arte em parques, usar roupas pretas em público como sinal de luto, distribuir flores ou simplesmente chorar no metrô de Moscou. Como comentou a ativista Daria Serenko, as táticas precisavam continuar a se adaptar para evitar a criminalização do protesto na Rússia:
a situação muda a cada dia. O que era aceitável ontem não funciona hoje. Uma semana atrás, você podia sair de preto e segurar uma rosa branca na mão. Agora você será detido por isso. Foi o que aconteceu com nossa ativista Anna Loginova de Yekaterinburg. Ela recebeu nove dias de prisão administrativa.

## Apoio internacional
Em 17 de março de 2022, 151 feministas assinaram Resistência Feminista Contra a Guerra: Um Manifesto , alinhando-se em solidariedade ao manifesto FAR e à atividade feminista russa antiguerra. Os signatários incluíam Ailbhe Smyth, Alba Flores, Amaia Pérez Orozco , June Fernández , Keeanga-Yamahtta Taylor , Nancy Fraser , Özlem Demirel , Teresa Rodríguez , Tithi Bhattacharya , Yayo Herrero , Carmen Magallón , Pamela Palenciano, Goretti Horgan, Lidia Cirillo, Zillah R. Eisenstein, Judy Rebick , Ofelia García, El Jones , Shahrzad Mojab , Maristella Svampa , Debora Diniz , Heloísa Helena , Luciana Genro , Sonia Guajajara, Piedad Córdoba Ruiz, Miriam Miranda, Mónica Baltodano, Daria Serenko, Diane Lamoureux, Pamela Philipose, Silvia Federici e Talíria Petrone. No final de março, o manifesto havia coletado mais de 2.500 assinaturas.